# امیلیا واتاشویو
امیلیا واتاشویو (به انگلیسی: Emilia Vătăşoiu) ژیمناست زادهٔ ۲۰ اکتبر ۱۹۳۳ میلادی اهل کشور رومانی است.